# Lodderena janetmayae
Lodderena janetmayae là một loài ốc biển, là động vật thân mềm chân bụng sống ở biển thuộc họ Skeneidae.